# Seton Hill-universiteit
De Seton Hill-universiteit (Seton Hill University) is een kleine rooms-katholieke universiteit voor vrije kunsten, gelegen in Greensburg in de Amerikaanse staat Pennsylvania.

## Geschiedenis
De universiteit werd in 1883 opgericht als het Seton Hill College door de Sisters of Charity. De universiteit is vernoemd naar Elizabeth Ann Seton (1774–1821), de oprichter van de Sisters of Charity die na haar dood werd erkend als de eerste in Amerika geboren heilige.
In 1914 werd het Seton Hill Junior college geopend door de Sisters of Charity. Hoewel de universiteit uitsluitend vrouwelijke studenten toeliet, werden sinds de jaren 80 van de 20e eeuw wel steeds meer mannen betrokken bij projecten als muziek en theater. In 2002 werd overgestapt op gemengd onderwijs, en kreeg het college officieel de status van universiteit. Na deze verandering werden enkele mannelijke sportteams toegevoegd aan de universiteit, en werd de bijnaam van alle sportteams van de universiteit veranderd van "Spirits" naar "Griffins".

## Programma’s
De undergraduateprogramma’s van de Seton Hill-universiteit zijn verdeeld in vijf divisies:
- Visuele en podiumkunsten
- Sociale wetenschappen
- Natuur– en gezondheidswetenschappen
- Geesteswetenschappen

Verder telt de universiteit 10 graduate-programma’s:
- Master of Business Administration
- Master of Arts in Art Therapy
- Master of Arts in Elementary Education
- Master of Arts in Marriage and Family Therapy
- Master of Arts in Special Education
- Master of Arts in Writing Popular Fiction
- Master of Education in Instructional Design
- Master of Science in Physician Assistant
- Master of Arts in Inclusive Education
- Graduate Certificate in Genocide and Holocaust Studies